# استیو برایانت (بازیکن فوتبال)
استیو برایانت (انگلیسی: Steve Bryant؛ زادهٔ ۵ سپتامبر ۱۹۵۳) بازیکن فوتبال اهل بریتانیا است.
از باشگاه‌هایی که در آن بازی کرده‌است می‌توان به باشگاه فوتبال شفیلد ونزدی، باشگاه فوتبال پورتسموث، باشگاه فوتبال نورث‌همپتون تاون، و باشگاه فوتبال بیرمنگام سیتی اشاره کرد.